# Macronemurus maroccanus
Macronemurus maroccanus är en insektsart som beskrevs av Hölzel 1987. Macronemurus maroccanus ingår i släktet Macronemurus och familjen myrlejonsländor. Inga underarter finns listade i Catalogue of Life.